# 普洱站

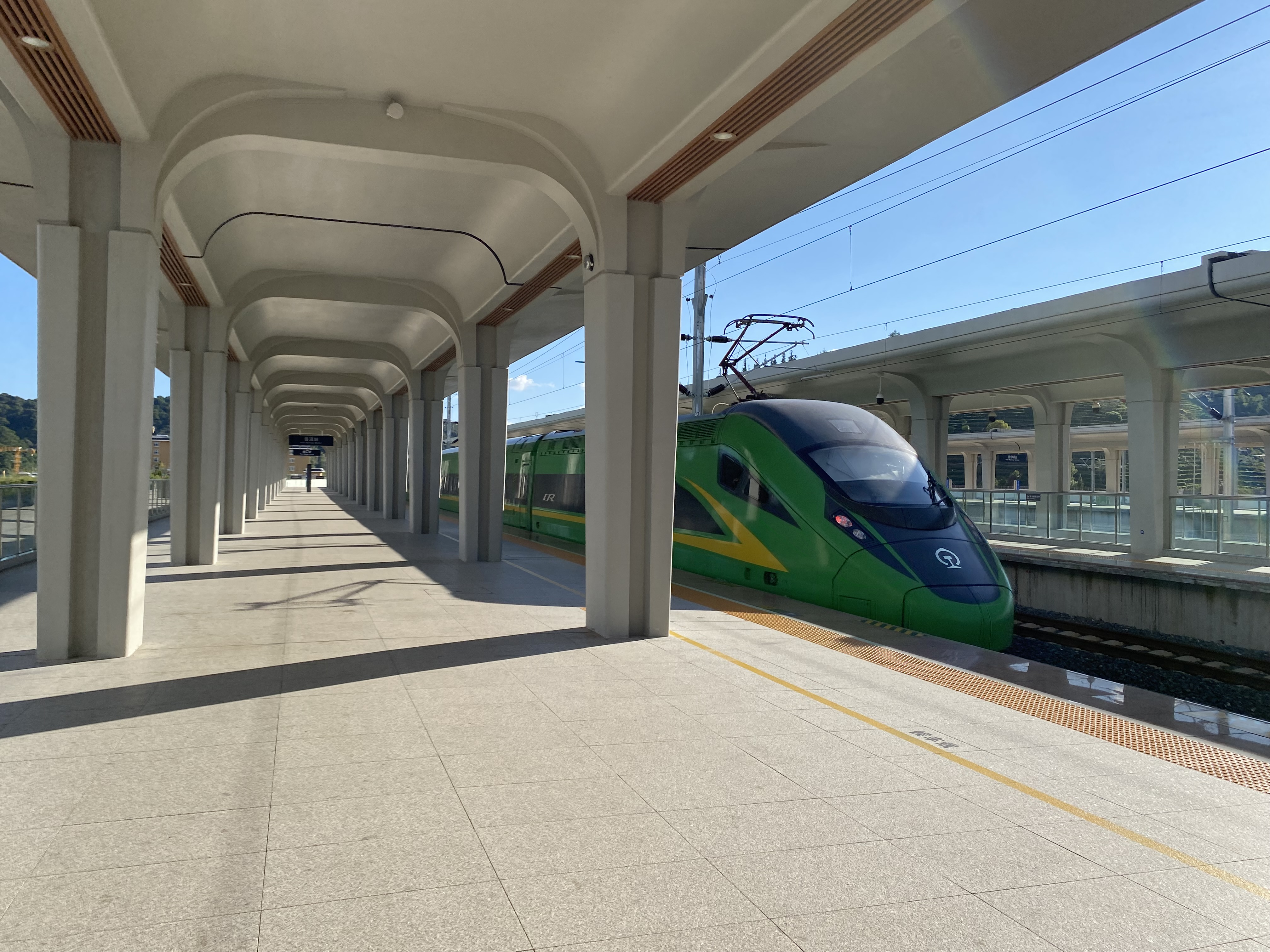
C385次列车停靠普洱站

普洱站，位于中华人民共和国云南省普洱市思茅区南屏镇，是玉磨铁路上的火车站，于2021年12月3日启用。

## 車站周邊
- 昆磨高速公路

## 歷史
- 2021年12月3日启用。

## 外部連結
- 中国铁路客户服务中心 （页面存档备份，存于）